# Lingua ceca
La lingua ceca o boema (nome nativo: čeština, [ˈʧɛʃtɪna]) è una lingua slava occidentale parlata nella Repubblica Ceca.
Al 2022, è parlata da 13,4 milioni di parlanti totali.

## Distribuzione geografica
La lingua ceca è utilizzata quasi esclusivamente dalla maggioranza degli abitanti della Repubblica Ceca.
Secondo Ethnologue, nel 2013 era parlata nel mondo da più di 13 milioni di parlanti totali. Nel 2019, registra 10,7 milioni di parlanti madrelingua (L1).

### Lingua ufficiale
È la lingua ufficiale della Repubblica Ceca.

### Dialetti e lingue derivate
Il ceco "standard", lingua ufficiale, viene parlato raramente. Accanto ad esso, esiste una forma della lingua parlata più o meno comune a tutto il paese. Questa forma parlata poi viene più o meno influenzata da vari dialetti locali. In alcune zone il dialetto è influenzato anche da altre lingue circonvicine: tedesco, polacco o slovacco.
Nella Repubblica ceca si possono trovare due distinte varianti o interdialetti del ceco parlato, entrambe corrispondenti più o meno alle aree geografiche all'interno del paese. La prima, e più largamente usata, è il "ceco comune", parlato specialmente in Boemia. Ha alcune differenze rispetto al ceco standard, così come alcune differenze nella pronuncia. Il più comune mutamento di pronuncia è -ý- che diventa -ej- in alcune circostanze (brýle = brejle - occhiali, mýdlo = mejdlo - sapone, mýt = mejt - lavare), -ý che diventa -ej, (starý = starej - vecchio), -é che diventa -ý (hezké = hezký - belle), e l'inserzione della v- protetica davanti ad alcune parole che iniziano per o- (okno = vokno - finestra, oběd = voběd - pranzo, odjet = vodjet - partire). Inoltre cambia anche la declinazione dei nomi, soprattutto del caso strumentale. Invece di avere numerose desinenze a seconda del genere, i boemi aggiungono solamente -ama o -ma (una desinenza originariamente appartenente al duale) per lo strumentale plurale di tutti i generi (s kuřaty = s kuřatama - con polli). Al giorno d'oggi queste forme sono molto comuni in tutta la Repubblica Ceca, inclusa la Moravia e la Slesia (eccetto la v- protetica). Inoltre la pronuncia cambia lievemente, poiché i boemi tendono ad avere vocali più aperte dei moravi. Si dice che ciò prevalga soprattutto tra la gente di Praga.
La seconda maggiore variante viene parlata in Moravia e Slesia. Al giorno d'oggi questa appare molto simile alla forma boema del ceco comune. Questa variante possiede alcune parole differenti dalle equivalenti del ceco standard. Ad esempio a Brno, tramvaj (tram) si dice šalina (dal termine tedesco "Elektrische Linie"). Differentemente dalla Boemia, in Moravia e Slesia si tende ad avere più dialetti locali che variano di luogo in luogo, anche se, come in Boemia, sono stati largamente influenzati o rimpiazzati dal ceco comune. La lingua parlata comunemente in Moravia e Slesia è in realtà un mix di forme originarie del vecchio dialetto locale, alcune forme del ceco standard e soprattutto del ceco comune. La differenza maggiore è un cambiamento nelle preposizioni usate e nei casi dei nomi, ad esempio k jídlu (da mangiare - dativo) (come nel tedesco zum Essen) diventa na jídlo (accusativo), come nello slovacco na jedlo. È una credenza comune che qui si usi il ceco standard in situazioni quotidiane più frequentemente che in Boemia. Il ceco standard venne di fatto standardizzato con una nuova traduzione della Bibbia (Bibbia di Kralice) usando una variante più vecchia dell'allora linguaggio corrente (ad esempio, preferendo -ý- a -ej-). Queste forme standard sono ancora comuni nel linguaggio parlato in Moravia ed in Slesia, Alcuni moravi quindi tendono a dire che loro usano la lingua "vera e propria", al contrario dei loro compatrioti boemi. 
Un caso a parte è il dialetto della Slesia Cieszyn, parlato nella microregione della Slesia Cieszyn (Těšínsko). Viene parlato generalmente dalla minoranza polacca. Il dialetto in sé fa parte della lingua polacca ma ha forti influenze ceche e tedesche.
Bisogna notare che alcuni dialetti moravi meridionali vengono considerati (anche dai linguisti cechi degli anni '90 o in seguito, ad esempio Václav Machek nel suo "Etymologický slovník jazyka českého", 1997, ISBN 80-7106-242-1, p. 8, che parla di un dialetto "moravo-slovacco" da una regione della Slovácko o Slovacchia morava) far parte effettivamente dei dialetti dello slovacco, che traccia indietro le sue radici nell'impero moravo, quando slovacchi e moravi erano parte di una sola nazione (senza i boemi) con una sola lingua. Questi dialetti hanno ancora gli stessi suffissi (nella declinazione nominale e aggettivale e nella coniugazione verbale) dello slovacco.
Il subdialetto parlato a Plzeň e in alcune parti della Boemia occidentale, tra le altre cose, per l'intonazione delle domande: tutte le parole ad eccezione dell'ultima di una frase hanno un tono alto. Questo è il motivo per cui si dice che la gente di Plzeň "canti" quando richiede qualcosa. Alla prima parola della frase spesso viene aggiunto un "pa" addizionale: "Kolipa je hodin?" (ceco standard: "Kolik je hodin?"; italiano: "Che ora è?"). La parola "questo" (in ceco standard: "tento/tato/toto") viene spesso modificata in "tůten/tůta/tůto".

## Classificazione
Secondo Ethnologue, la classificazione della lingua ceca è la seguente:
- Lingue indoeuropee
  - Lingue slave
    - Lingue slave occidentali
      - Lingue ceco-slovacche
        - Lingua ceca

## Storia
Il nome "čeština", ceco, deriva dalla tribù slava occidentale dei cechi ("Čech", pl. "Češi") che si insediò nella Boemia centrale e unificò le tribù slave vicine sotto il dominio della dinastia přemyslide ("Přemyslovci"). L'etimologia non è chiara. Secondo una leggenda, la parola e tutte le altre parole riguardanti la nazione ceca derivano dal Progenitore Čech, che guidò la tribù dei cechi nella sua terra.
Prima testimonianza del ceco scritto sono due righe che si trovano nella bolla di fondazione del Capitolo di Litoměřice nell'anno 1057. Altre testimonianze sono le glosse del libro corale di San Giorgio pure questo dell'XI secolo, scritte da una monaca sconosciuta.
Il ceco è molto vicino allo slovacco e, seppur meno, anche al polacco e allo sloveno. Il ceco e lo slovacco sono di solito mutuamente intelligibili, anche se i cittadini cechi nati negli ultimi due decenni spesso presentano delle difficoltà nel comprendere le poche parole slovacche (specialmente d'origine ungherese) che sono sufficientemente differenti o nel comprendere il linguaggio slovacco parlato velocemente. La maggior parte degli adulti cechi e slovacchi riesce a capirsi senza difficoltà, poiché durante l'esistenza della Cecoslovacchia erano esposti alle due lingue su televisione e radio nazionale (nel 1993 ci fu la divisione del paese). La televisione ceca, in particolare i canali commerciali, sono ancora abbastanza popolari in Slovacchia. Allo stesso tempo a seguito dell'immigrazione presente dalla Slovacchia, si può ascoltare lo slovacco in Repubblica Ceca. Da alcuni studiosi la lingua ceca e la lingua slovacca sono considerate dialetti di una lingua ceco-slovacca; difatti durante la Prima Repubblica Cecoslovacca la lingua ufficiale era la ceco-slovacca.

## Fonologia
La fonetica del ceco può risultare abbastanza difficile per locutori di altre lingue. Per esempio in molte parole sembra non esserci presenza di vocali: zmrzl (gelò), ztvrdl (indurì), scvrkl (si strinse), čtvrthrst (una quartina), blb (pazzo), vlk (lupo), e smrt (morte). Un esempio famoso è la frase "strč prst skrz krk" che significa, non elegantemente, "metti un dito attraverso la gola". Le consonanti l e r, comunque, possono funzionare da sonoranti e perciò rivestono il ruolo di vocale (un fenomeno simile compare anche nell'inglese americano, dove per esempio bird si pronuncia come [brd] con una r sillabica). Inoltre un'altra caratteristica è la consonante ř, un fonema che appartiene unicamente al ceco ed è di difficile pronuncia per gli stranieri: assomiglia alla j francese, anche se una migliore approssimazione è r italiana + ž, approssimazione usata a volte come ortografia per questo suono (rž). La descrizione fonetica di questo suono è "una vibrante alveolare rialzata non sonorante" che può essere sia sorda (in fine di parola o prima di una consonante sorda) o sonora (in altre posizioni), in IPA [r̝], anche se come definizione è stata contestata perché ritenuta errata per rappresentare adeguatamente il suono ř.

### Pronuncia
L'accento è molto debole e si pone sulla prima sillaba. In caso la parola sia preceduta o seguita da un clitico, non è raro lo spostamento dell'accento sul clitico.
Le sillabe possono essere lunghe o brevi. La lunghezza viene segnalata da un accento acuto (á, é, í, ó, ú, ý), ma non indica in genere la posizione dell'accento tonico. Per la "u" esistono due modi di segnalare la vocale lunga, "ú" e "ů". La pronuncia è uguale, ma mentre "ú" si trova in genere all'inizio della parola, "ů" in mezzo e alla fine; la differenza proviene dallo sviluppo storico della lingua ceca.
La vocale ě può rappresentare:
- - /ɛ/ con la palatalizzazione della consonante precedente
  - dittongo /i̯ɛ/ dopo alcune consonanti
  - /ɲɛ/ dopo m

Le consonanti assenti in italiano o con pronuncia differente sono: 
| c  | come "z" nella parola "benedizione" |
| č  | come "c" nelle sillabe ce, ci |
| ď  | approssimativamente "dj", come "gy" in ungherese o "gj" nel friulano orientale |
| dž | simile a "gy" in ungherese, ma con un suono intermedio fra ď, dʒ e j. come "g" nell'italiano o -dge nell'inglese (bridge) non è la lettera separata (è "d" + "ž" che si pronunciano insieme e presto) "džbán" (brocca), "džíny" (jeans) |
| h  | come "h" in tedesco o in lingua inglese |
| ch | è la lettera separata, aspirazione (come "ch" in lingua tedesca o "j" in lingua spagnola) |
| j  | "i" semivocalica, come nell'italiano "Jacopo" "ieri" o nelle parole latine "iugum", "iaceo" |
| k  | come "c" nell'italiano "casa" |
| ň  | "gn" |
| ř  | Una r appena accennata seguita da una j in lingua francese |
| š  | "sci", "sce" in italiano, "sch" in tedesco |
| ť  | approssimativamente "tj", come "ty" in ungherese o "cj" nel friulano orientale |
| ž  | come "j" in lingua francese |

### Consonanti
|                        | Bilabiali | Labio- dentali | Dentali | Alveolari | Post- alveolari | Retro- flesse | Palatali | Velari | Glottidali |
| Occlusive              | p b       |                | t d     | t d       | t d             |               | c ɟ      | k ɡ    |            |
| Nasali                 | m         | ɱ              | n       | n         | n               |               | ɲ        |        |            |
| Vibranti               |           |                | r       | r         | r               |               |          |        |            |
| Fricative              |           | f v            |         | s z       | ʃ ʒ             |               |          | x      | h          |
| Affricate              |           |                |         | ʦ         | ʧ               |               |          |        |            |
| Approssimanti          |           |                |         |           |                 |               | j        | ɰ      |            |
| Approssimanti laterali |           |                | l       | l         | l               |               | ʎ        |        |            |

La consonante rappresentata dalla lettera «ř», in realtà corrisponde a due fonemi uniti insieme, IPA r + ʐ, o se desonorizzata r + ʂ
Il contoide che corrisponde alla consonante «ř» è un costrittivo (ovvero fricativo) alveolare sonoro, ma non solcato: corrisponde quindi alla sibilante alveolare articolata senza solco sulla lamina della lingua.

## Grammatica
Il ceco è una lingua flessiva, allo stesso modo della maggior parte di tutte le altre lingue slave. Non utilizza l'articolo e, per sopperire a questa mancanza, declina i nomi secondo il caso (pád), il numero (číslo) e il genere (rod). Assieme all'ordine delle parole, la loro combinazione dà ad ogni sintagma il giusto ruolo logico all'interno della frase.
Come nella maggior parte delle lingue slave (tutte ad eccezione del bulgaro e del macedone) esiste nella declinazione la distinzione dei casi. Inoltre in ceco le regole della morfologia presentano spesso irregolarità e molte forme hanno varianti ufficiali, colloquiali e a volte semi-ufficiali. L'ordine delle parole adempie funzioni simili all'enfasi e all'articolo dell'italiano. Grazie alla sintassi dei casi spesso tutte le possibili combinazioni nell'ordine delle parole sono ammissibili: mentre le diverse parole mantengono la medesima funzione logica grazie all'esistenza del caso nella loro declinazione, il cambio di posizione consente di esprimere diversi gradi di enfasi nella frase. Ad esempio: Češi udělali revoluci
(I cechi hanno fatto una rivoluzione), Revoluci udělali Češi (Sono stati i cechi a fare una rivoluzione), e Češi revoluci udělali (I cechi l'hanno fatta, la rivoluzione) sono tre frasi con stesso significato ma crescente grado di enfasi, e sono formate dalle stesse parole, declinate allo stesso modo, in ordine diverso.

### Sostantivi
I sostantivi distinguono tre generi, maschile, femminile ed il neutro, e due numeri, il singolare ed il plurale. Ci sono inoltre 7 casi, cioè la forma particolare che assume un sostantivo, un aggettivo od un pronome a seconda del ruolo grammaticale che riveste nella frase.
In ceco i casi non hanno un nome specifico e vengono chiamati usando i pronomi Chi?/Che cosa? o in ordine numerico:
| Caso        | Nome ceco               | Risponde a                | Esempio Ceco           | Esempio italiano             |
| Nominativo  | Kdo? Co? - První pád    | Chi? Che cosa? (soggetto) | Pavel čte              | Paolo legge                  |
| Genitivo    | Koho? Čeho? - Druhý pád | Di chi? Di che cosa?      | kniha Pavlа            | il libro di Paolo            |
| Dativo      | Komu? Čemu? - Třetí pád | A chi? A che cosa?        | dal jsem knihu Pavlovi | ho dato il libro a Paolo     |
| Accusativo  | Koho? Co? - Čtvrtý pád  | Chi? Che cosa? (oggetto)  | vidím Pavla            | vedo Paolo                   |
| Vocativo    | Kdo! Co! - Patý pád     | Chi! Cosa! (Chiamando)    | Pavle!                 | Paolo!                       |
| Locativo    | Kom? Čem? - Šestý pád   | Vari complementi          | mluvím o Pavlovi       | parlo (a proposito) di Paolo |
| Strumentale | Kým? Čím? - Sedmý pád   | Con chi? Con che cosa?    | mluvím s Pavlem        | parlo con Paolo              |

Pertinente nella declinazione dei casi è la divisione fra sostantivi che terminano in consonante dura (non palatalizzata) e consonante molle (palatalizzata), per cui la declinazione del sostantivo cambia. Nel maschile la declinazione si differenzia anche se viene indicato un sostantivo animato (che può muoversi) o inanimato (che non si muove). Quest'ultima differenziazione riveste l'accusativo, per cui un sostantivo inanimato presenta una forma accusativa uguale al nominativo, mentre un sostantivo animato ne presenta una uguale al genitivo.
Utilizzando i casi per indicare la categoria logica nella frase, il ceco tende a lasciare un discreto livello di libertà nella costruzione delle frasi, pur appoggiandosi come base al modello SVO (Soggetto + Verbo + Oggetto)

### Aggettivi
Gli aggettivi cechi, come in italiano, si accordano al nome a cui sono legati per genere, numero e anche a seconda del caso. Generalmente tendono a precedere il sostantivo a cui si legano, ma non è impossibile trovarli dopo il sostantivo. Presentano una declinazione che si discosta da quella dei sostantivi (a differenza del latino) e si dividono in due gruppi:
- aggettivi in terminazione forte

-ý, -á, -é, rispettivamente per maschile, femminile e infine neutro
- aggettivi in terminazione debole

-í, per tutti i generi
La declinazione cambia anche a seconda di questa caratteristica.

### Pronomi
Anche i pronomi si declinano a seconda del caso grammaticale e del numero; non sempre seguono il genere, solo quando si riferiscono espressamente ad un genere preciso. (Esempio i pronomi indefiniti non hanno genere).

#### Pronomi personali
I pronomi personali presentano una declinazione a parte, specifica per essi. La terza persona distingue i tre generi e il grado [± animato], sia nel singolare, sia nel plurale.
Generalmente i pronomi personali al nominativo non vengono utilizzati, come in italiano, perché i verbi già da sé esprimono la persona a cui sono coniugati.
Negli altri casi ogni pronome ha due forme minimo, una per l'uso isolato, e una, la seconda, usata generalmente con le preposizioni che reggono il caso.
| Nominativo    | Genitivo       | Dativo         | Accusativo     | Locativo | Strumentale | Italiano              |
| ------------- | -------------- | -------------- | -------------- | -------- | ----------- | --------------------- |
| já            | mě, mne        | mi, mně        | mě, mne        | mně      | mnou        | io                    |
| ty            | tě, tebe       | ti, tobě       | tě, tebe       | tobě     | tebou       | tu                    |
| on            | ho, jeho, něho | mu, jemu, němu | ho, jeho, něho | něm      | jím, ním    | egli (masch.)         |
| ona           | jí, ní         | jí, ní         | ji, ni         | ní       | jí, ní      | essa (femm.)          |
| ono           | ho, jeho, něho | mu, jemu, němu | ho, je, ně     | něm      | jím, ním    | esso (neut.)          |
| my            | nás            | nám            | nás            | nás      | námi        | noi                   |
| vy            | vás            | vám            | vás            | vás      | vámi        | voi                   |
| oni, ony, ona | jich, nich     | jim, nim       | je, ně         | nich     | jimi, nimi  | essi, esse, essi (n.) |

### Verbi
I tempi verbali nella lingua ceca sono in numero limitato. Esistono di fatto un solo presente, un passato e un futuro. Una particolarità sono i due aspetti, imperfettivo e perfettivo, caratteristica condivisa anche da molte lingue slave.

#### Il verbo essere
| Italiano  | Ceco                 |
| --------- | -------------------- |
| io sono   | (já) jsem            |
| tu sei    | (ty) jsi             |
| egli è    | (on, ona, ono) je    |
| noi siamo | (my) jsme            |
| voi siete | (vy) jste            |
| essi sono | (oni, ony, ona) jsou |

## Sistema di scrittura
Il ceco usa l'alfabeto latino, modificato per corrispondere meglio ai fonemi specifici cechi.

## Esempi
Preghiera "Padre Nostro"
jenž jsi na nebesích,
posvěť se jméno tvé,
přijď království tvé,
buď vůle tvá
jako v nebi, tak i na zemi.
Chléb náš vezdejší dej nám dnes
a odpusť nám naše viny,
jako i my odpouštíme našim viníkům
a neuveď nás v pokušení,
ale zbav nás od zlého.
Amen.»
Trascrizione fonetica IPA
La trascrizione IPA non coincide con il testo scritto!
'oʧʧe naːʃ jenʤ jsi na nebesiːx

posvjec se jmeːno tveː

'da prʲɪj'dʲot 'ʦarstvʲɪɪ tvʌ'jo

'da 'budʲɪt 'volʲə tvʌ'ja

'i nʌ 'zʲɛmlʲɪ kak nʌ 'nʲebʲɪ

'xlʲɛp naʃ nʌ 'suʆʆnɪj daj 'nam nʌ sʲej 'dʲenʲ

i prʌ'stʲi nam 'dolgʲɪ 'naʃɨ

kak i 'mɨ prʌ'ʃaɪm dəlʒnʲɪ'kam 'naʃɨm

i nʲɪ vvʲɪ'dʲi nas v isku'ʃɛnʲɪɪ

no iz'bafʲ nas ʌt lu'kavəvə

'ibə tvʌ'jo 'ʦarstvə i 'sʲilə i 'slavə və vʲɪ'kʲi vʲɪ'kof

ʌ'mʲinʲ

## Premi Nobel per la letteratura di lingua ceca
- Jaroslav Seifert (1984, Cecoslovacchia)